# Henryk Arctowski
Henryk Arctowski (1871 — 1958) foi um cientista polonês, oceanógrafo e explorador antártico.
Henryck Arctowski, Ph.D., nasceu em Varsóvia em 15 de julho de 1871, e foi educado em Paris, Liege, Zurique e Lemberg. Esteve encarregado de observações físicas na Expedição Antártica Belga (a Expedição RV Belgica) de 1897-1899. Esta foi a primeira expedição a passar o inverno na Antártida. Companheiros de bordo incluindo Roald Amundsen e Frederick A. Cook. Arctowski se juntou ao Clube dos Exploradores em Nova Iorque em 1920.
Seu nome foi dado ao fenômeno no qual um halo se assemelhando a um arco-íris, com dois arcos parciais simétricos ao principal, que se forma em torno do sol enquanto a luz é refratada através de cristais de gelo na atmosfera.

## Tributos
Em reconhecimento ao seu trabalho e sua contribuição à ciência, seu nome foi dado a um número expressivo de características geográficas:
Na Antártica:
- Cúpula Arctowski
- Enseada Arctowski
- Península Arctowski
- Nunatak Arctowski
- Pico Arctowski

Em Spitsbergen:
- Arctowskifjellet (Mt. Arctowski)
- Arctowskibreen (Geleira Arctowski)

## Ligações Externas
- A Estação Antártica Polonesa "Henryk Arctowski"